# Жиромагнитен коефициент
Във физиката, жиромагнитен коефициент (наричан също магнито-механичен коефициент) на частица или система представлява отношението на магнитния диполен момент на частицата към нейния момент на импулса:
{\displaystyle \gamma ={\frac {\mathbf {\mu } }{\mathbf {L} }}}
В измервателната система SI жиромагнитното отношение се измерва в [rad/(T.s)] (радиан върху Тесла по секунда). За жиромагнитния коефициент на въртящо се тяло около собствена ос на симетрия и с равномерно разпределена маса и заряд (например заредено кълбо) следва:
{\displaystyle \gamma ={\frac {q}{2m}}}
където q е електрическия заряд на тялото, а m е неговата маса.

## Жиромагнитен коефициент на свободен електрон
Свободният електрон притежава момент на импулса и магнитен момент произтичащи от въртенето на първия около собствената му ос (спин на електрона) или по-точно от квантовомеханичните явления свързани с подобно движение. Поради сложността на последното жиромагнитния коефициент на електрона се различава от класическия модел описан по-горе и се изразява като:
{\displaystyle \gamma _{\mathrm {e} }={\frac {-e}{2m_{e}}}g_{e}=-g_{e}\mu _{B}/\hbar ,}
където безразмерния коефициент ge се нарича електронен g-фактор и има стойност малко повече от две и μB се нарича магнетон на Бор. Стойността на {\displaystyle \gamma _{\mathrm {e} }} е стандартизирана със следната точност:
{\displaystyle \gamma _{\mathrm {e} }=1.760\,859\,74(15)\times 10^{11}\,s^{-1}T^{-1}.}

## Ядрен жиромагнитен коефициент
Протоните, неутроните и много атомни ядра притежават ядрен спин, който е причина за дефиниране на жиромагнитен коефициент и при тях. При изчисляването на коефициента се взема предвид заряда и масата на протона дори и когато се има предвид неутрони или атомни ядра. Това се прави с цел опростяване и съгласуваност. В този случай за коефициента се записва:
{\displaystyle \gamma ={\frac {e}{2m_{p}}}g=g\mu _{p}/\hbar ,}
където μp е ядрения магнетон и g е g-фактора на изследвания нуклеон или ядро.
Жиромагнитния коефициент на атомното ядро е важна величина при описване на явления свързани с ядрения магнитен резонанс. Подобни явления се основават на факта, че в магнитно поле атомните ядра извършват спиново-прецесионно движение с точно определена честота наречена честота на Лармор, която се изчислява като произведението на жиромагнитния коефициент и магнитната индукция (плътността на магния поток).
Приблизителни стойности на тази честота за някои добре известни атомни ядра са дадени в таблицата по-долу (Bernstein 2004).
| Ядро | γ / 2π (MHz/T) |
| ---- | -------------- |
| 1H   | 42.576         |
| 7Li  | 16.546         |
| 13C  | 10.705         |
| 14N  | 3.0766         |
| 15N  | -4.3156        |
| 17O  | -5.7716        |
| 23Na | 11.262         |
| 31P  | 17.235         |